# Cejle
Cejle (deutsch Zeil) ist eine Gemeinde in Tschechien. Sie liegt neun Kilometer südwestlich des Stadtzentrums von Jihlava und gehört zum Okres Jihlava.

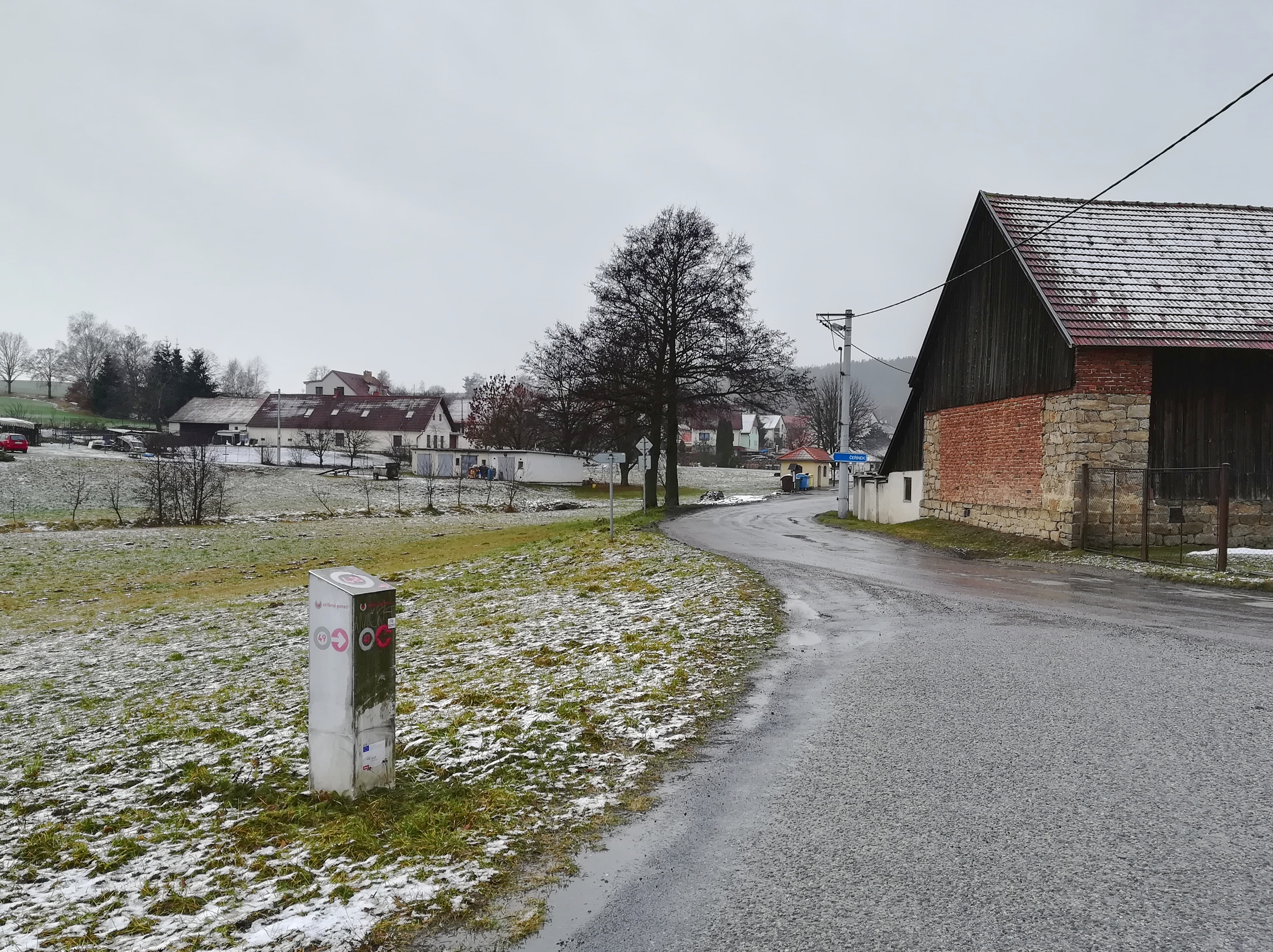
Cejle

## Geographie
Cejle befindet sich in der Quellmulde eines kleinen Zuflusses linksseitig der Jihlava in der Böhmisch-Mährischen Höhe am Rande des Naturparks PP Čeřínek.
Der böhmische Ort liegt einen Kilometer westlich der durch die Jihlava gebildeten historischen Landesgrenze zu Böhmen. Östlich erheben sich der Na Šibenici (Galgenbügel, 576 m) und Kamenný kopec (Stumpfhübel, 604 m), im Südosten der Kostelecký vrch (Biegel, 656 m) und westlich der Huťský vrch (710 m) und Čeřínek (761 m). Linksseitig der Jihlava verläuft die Bahnstrecke Veselí nad Lužnicí–Jihlava, von der am anderthalb Kilometer südwestlich des Ortes gelegenen Bahnhof Kostelec u Jihlavy die Strecke Kostelec u Jihlavy–Slavonice abzweigt.
Nachbarorte sind Mirošov, Pančava, Nový Hubenov und Klepák im Norden, Dvorce im Nordosten, Kostelecký Dvůr und Kostelec im Osten, Salavice im Südosten, Nový Svět und Dolní Cerekev im Süden, Familie und Rohozná im Südwesten, Hutě im Westen sowie Nový Hojkov, Větrov und Na Bahnech im Nordwesten.

## Geschichte
Zu Zeiten Wenzels I. entstand gegenüber von Wolframs an der Igelfurt auf der dem Erzbistum Prag gehörigen böhmischen Seite eine Schutzfeste.
Die erste urkundliche Erwähnung des Dorfes Czayl erfolgte 1360 im Zusammenhang mit einer zwischen dem Dorf und Dvorce gelegenen Mühle. 1371 verkaufte Habel de Paczaw das Dorf Wolframs und die Feste an Jaroslav von Sternberg. Die 1408 nochmals in der Landtafel eingetragene Feste wurde wahrscheinlich während der Hussitenkriege zur Zeit der Angriffe der Hussiten und Belagerungen von Iglau zerstört. Als Andraczko de Costelecz die Wolframser Güter 1464 an Drslav Kobik von Opatov verkaufte, wurde die Feste nicht mehr genannt. Der Vöstenhof wurde 1777 von der Stadt Iglau aufgeteilt und den Familien Teltscher, Prokesch und Mathes Ohnsorg erblich überlassen, zugleich wurde er dem Kataster von Höfen zugeordnet.
Nach der Aufhebung der Patrimonialherrschaften bildete Cejly / Zeil ab 1850 eine Gemeinde im Bezirk Pelhřimov. Vöstenhof wurde nunmehr an Zeil angeschlossen. Am 3. November 1887 erhielt der Ort mit der Aufnahme der Strecke von Veselí nad Lužnicí nach Iglau durch die Böhmisch-Mährische Transversalbahn einen Eisenbahnanschluss. 1897/98 entstand die Lokalbahn von Wolframs nach Telč. 1949 wurde die Gemeinde Kostelec dem Okres Jihlava-okolí zugeordnet und seit 1961 gehört sie wieder zum Okres Jihlava. Im selben Jahre wurde Dvorce eingemeindet. 1968 erfolgte die Eingemeindung von Hutě. Dvorce ist seit 1990 wieder eigenständig.
Im März 2008 stimmten die Einwohner in einem Referendum mit 200 zu 38 Stimmen gegen den möglichen Atomendlagerstandort in Rohozná.

## Ortsgliederung
Die Gemeinde Cejle besteht aus den Ortsteilen Cejle (Zeil) und Hutě (Glashütten) sowie den Ansiedlungen Dolní Hutě (Unter Glashütten), Horní Hutě (Ober Glashütten) und Kostelecký Dvůr (Vestenhof).

## Sehenswürdigkeiten
- Kostelecký Dvůr (Vestenhof), auf dem Gelände bei der Ohnsorgmühle befand sich gegenüber dem mährischen Kostelec auf einem erhöhten Platz über einer Furt an der Jihlava eine zu Zeiten Wenzels I. angelegte Schutzfeste, die während der Hussitenkriege erlosch
- Kapelle am Dorfplatz
- denkmalgeschützter Stein mit Kreuzrelief und zwei Wagenrädern, in der Parkanlage am Gemeindeamt. Der 77 cm aus dem Boden ragende Stein dient heute als Fundament für ein Gußkreuz, er soll nach einem Gemälde aus dem 19. Jahrhundert eine Höhe von 1,15 m haben und auf einem gespaltenen Fuß stehen.